# Marinierskazerne Savaneta
El Marinierskazerne Savaneta es uno de los cuarteles holandeses del Cuerpo de Marines en el pueblo de Savaneta en la costa suroeste de la isla de Aruba.
Es un cuartel del Mando de la Armada (Commando Zeestrijdkrachten) y cae bajo el mando del Comandante de la Marina en el Caribe (Commandant der Zeemacht in het Caribisch gebied) . Este último, con su personal ubicado en Curazao. La estación emplea a aproximadamente 300 personas. Además de personal de defensa enviado desde los Países Bajos este número incluye a los miembros de la Milicia de Aruba ( Arumil ) . Un pelotón de la milicia de Aruba que es responsable de tareas de vigilancia y seguridad .

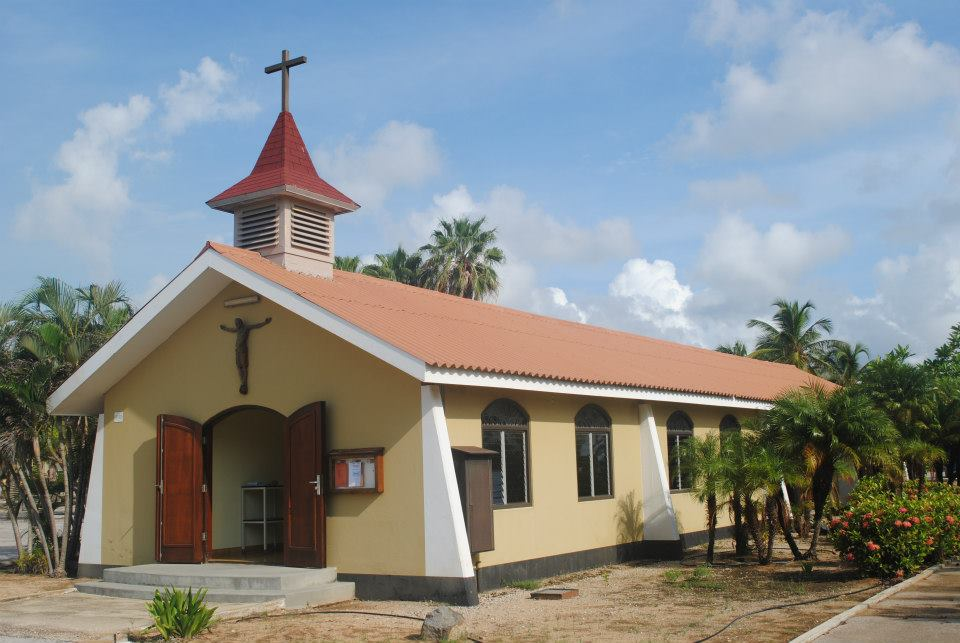
Capilla del Cuartel

También cuenta con los servicios de apoyo a las instalaciones ( cuarteles administrativos, logísticos y médicos) y la 32ª de Infantería / empresa que consiste en tres pelotones de apoyo. Posee su propia capilla.